# 艾塔斯卡州立公园
艾塔斯卡州立公园（英語： /aɪˈtæskə/）是位于美国明尼苏达州北部的州立公园，以拥有密西西比河的源头而知名。该公园占地面积32,690英畝（132.3平方），位于帕克拉皮兹以北约21英里（34）处，距离巴格来25英里（40）。该公园也是涵蓋清水縣、哈伯德县与贝克县的明尼苏达州松树冰碛和冲刷平原生态分区的一部分。
艾塔斯卡州立公园由明尼苏达州议会于1891年4月20日建立，是明尼苏达州首个州立公园，也是仅次于尼亞加拉瀑布州立公園的美国第二古老的州立公园。1823年，地质学家亨利·斯库尔克拉夫特确定艾塔斯卡湖是密西西比河的正源。1965年，艾塔斯卡湖被定为美国国家自然地标，并于1973年列入国家史迹名录。现今每年约有50万人参观艾塔斯卡湖州立公园。